# Michail Abramowitsch Schambadal
Michail Abramowitsch Schambadal (russisch Михаил Абрамович Шамбадал; wiss. Transliteration Michail Abramovič Šambadal; Pseudonym: Michail Kamtschadal, russ. Михаил Камчадал; wiss. Michail Kamčadal; geb. 6. August 1891 in Gomel, Gouvernement Mogiljow, Belarus, Russisches Kaiserreich; gest. 27. April 1964 in Moskau, Sowjetunion) war ein sowjetischer Übersetzer aus dem Jiddischen, Schriftsteller, Journalist, Satiriker und Dichter. Er ist berühmt als Übersetzer von Scholem Alejchem (1859–1916) ins Russische.
Er gilt als einer der prominentesten Übersetzer jiddischer Prosa ins Russische. Über ihn wurde Scholem Alejchem auf den Theaterbühnen in Russland populär. Er übersetzte auch den Roman Di mischpoche Maschber (Die Familie Maschber) von Der Nister (1884–1950) und Lieder von Perez Markisch, David Bergelson von Hirsch Smolar. Er übersetzte auch aus verschiedenen anderen Sprachen.
Er veröffentlichte eine Reihe von Aufsätzen in den jiddischsprachigen Zeitungen Ejnikajt und Der Emes.
Im Redaktionskollegium des Schwarzbuches war er als Lektor und Übersetzer aus dem Jiddischen tätig, er übersetzte die Beiträge von Abraham Sutzkever (über das Ghetto von Wilna) und Hirsch Oscherowitsch.